# Sacco ovigero

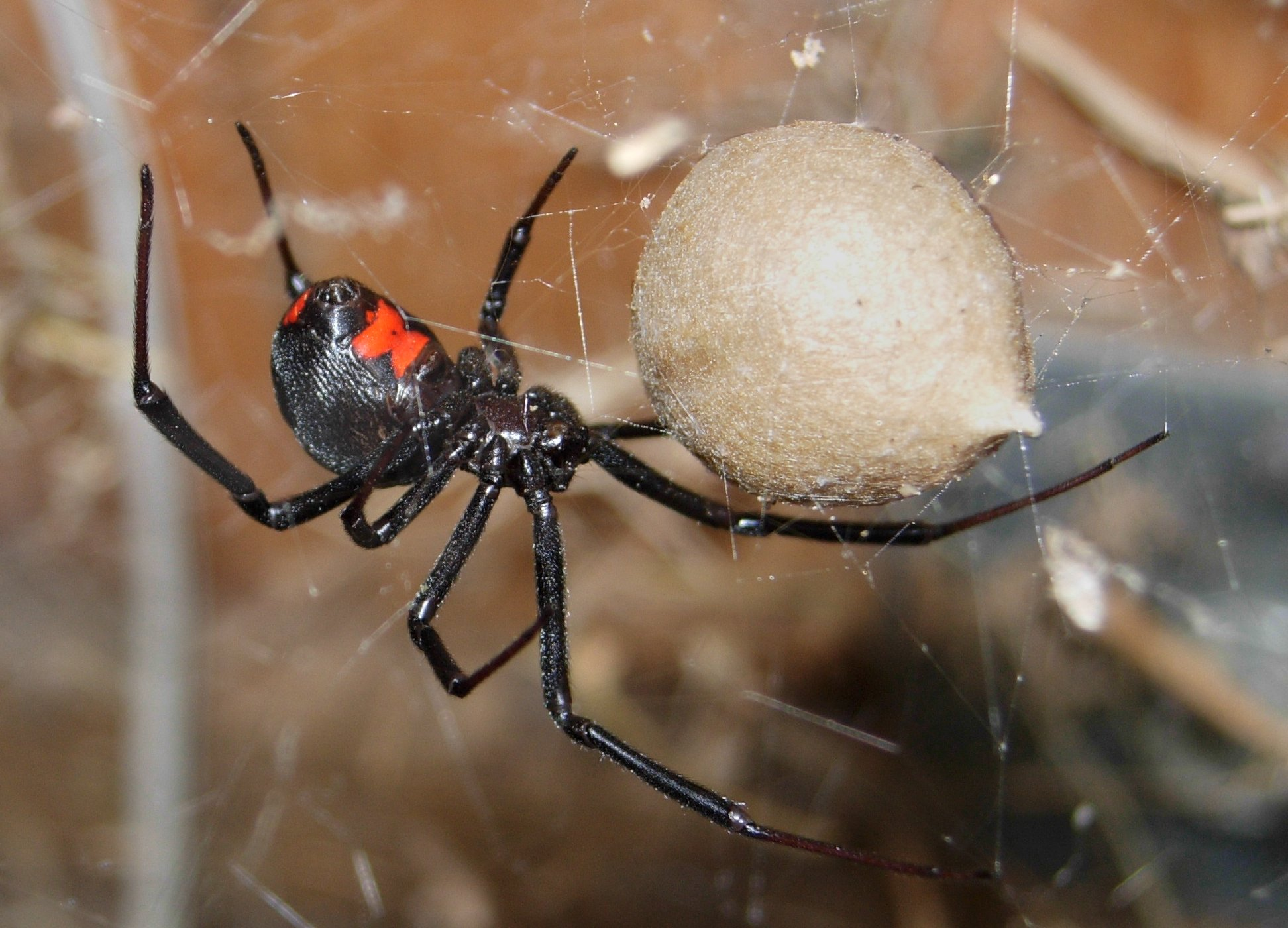
Sacco ovigero di una vedova nera

Il sacco ovigero, detto anche bozzolo o, in inglese, cocoon, è la costruzione a forma grossolana di sacco che la maggior parte delle femmine dei ragni attua poco prima della deposizione delle uova. Con un filo tenace secreto appositamente appende questo sacco alla struttura portante più robusta della tela o ad un supporto abbastanza stabile.
Le seguenti caratteristiche dei sacchi ovigeri sono variabili da famiglia a famiglia e a volte anche da specie a specie:
- Forma grossomodo sacciforme, sferica, ellittica, emisferica, discoidale, cilindrica, fusiforme, a volte a doppia parete o anche irregolare ma mimetizzata con terriccio e foglioline.
- Colore variabile da bianco a rosa, fino a verdastro e giallo oro o paglierino.

Alcune specie costruiscono bozzoli di forma abbastanza grande da poter essere utilizzati da più femmine della stessa specie, anche se poi all'interno ognuna edifica il proprio bozzoletto.
Varie specie della famiglia Pholcidae fanno a meno del sacco ovigero deponendo le uova nel terriccio in masserelle unite da una sostanza colloidale gelatinosa.